# Minervino Murge
Minervino Murge (Menarvèine [mənarˈvɛinə] in dialetto locale, fino al 1863 chiamata Minervino) è un comune italiano di 7 893 abitanti della provincia di Barletta-Andria-Trani in Puglia, in gran parte incluso entro i confini del parco nazionale dell'Alta Murgia, istituito nel 2004. Ha fatto anche parte della comunità montana della Murgia Barese Nord-Ovest.

## Geografia fisica
Situato all'orlo dell'ultimo gradino calcareo affacciantesi sulla Fossa Premurgiana (bacino dell'Ofanto), l'abitato sorge su un dosso allungato alla sinistra di un solco vallivo tributario dell'Ofanto; è noto come il balcone delle Puglie, per la sua posizione a dominio della valle dell'Ofanto.

### Il lago Locone
Nel territorio comunale si trova il bacino artificiale diga Locone, delimitato dalla seconda diga in terra battuta più grande d'Europa. Dall'immissario torrente Locone, i lavori di costruzione iniziarono nel 1982 e furono completati alla fine degli anni '80. La diga oltre che alimentare l'attrezzamento irriguo delle campagne circostanti è un importante fonte di approvvigionamento per l'Acquedotto pugliese.

## Storia
Dai ritrovamenti rinvenuti sul territorio (Lama Cipolla, Lama Torlazzo, Casale) si evince che l'origine di Minervino risale a 2000 anni prima di Cristo.
Fu fondata dalle popolazioni japige che occupavano la Puglia in quel periodo storico e successivamente venne colonizzata dai Romani. Nella Tavola Peutingeriana, che era una grande cartina dell'Impero, nel luogo dove sorge Minervino vi è un monte (forse simbolo delle Murge), un fiume (probabilmente l'Ofanto) e il nome della città risulta essere Rudias dei Peucetii, il nome di Minervino prima della colonizzazione romana.
Secondo la leggenda, invece, venne fondata nel 216 a.C. quando alcuni legionari romani, scampati alla battaglia di Canne, trovarono riparo sulle Murge. Qui s'innamorarono delle pastorelle del luogo e decisero di rimanerci, celebrando i riti nuziali in una grotta che loro stessi dedicarono alla dea Minerva (l'attuale grotta di San Michele).
Più volte devastata da incursioni saracene, se ne ha la prima precisa menzione in documenti dell'XI secolo.
Appartenne ai principi di Taranto Del Balzo Orsini fino alla metà del XV secolo. Successivamente fu concessa a Pirro Del Balzo attraverso la moglie, la quale rimase asserragliata nel torrione di Minervino durante la Prima Congiura dei Baroni, ad opera del Principe di Taranto Giovannantonio Del Balzo Orsini. Un torrione fatto realizzare dallo stesso Pirro durante la seconda metà degli anni Cinquanta del XV secolo. Nel 1508 fu concesso da Ferdinando il Cattolico al conte Forti Onorati d'Aragona. A titolo di principato fu poi dei Pignatelli nel XVI secolo, poi appartenne ai Carafa ed ai Tuttavilla.
Partecipò attivamente ai moti del 1799 e nel 1818 fu privata della sede vescovile.
I minervinesi, spinti da gravi condizioni sociali, parteciparono ai moti popolari del 1898, uccidendo tre proprietari terrieri. Il tumulto fu poi represso dalle autorità.

### La Resistenza, l'opposizione fascista e la strage nazista di Murgetta Rossi
Minervino fu teatro anche di una opposizione fascista mostrata a cittadini e resistenti e di una crudele strage nazista come documentato da una pubblicazione:«dopo il bivio per Minervino Murge, in località Murgetta Rossi, il 18 settembre 1943 un reparto della Wehrmacht commise uno dei più orrendi crimini della breve, ma violenta occupazione dell’Alta Murgia».

### Secondo dopoguerra

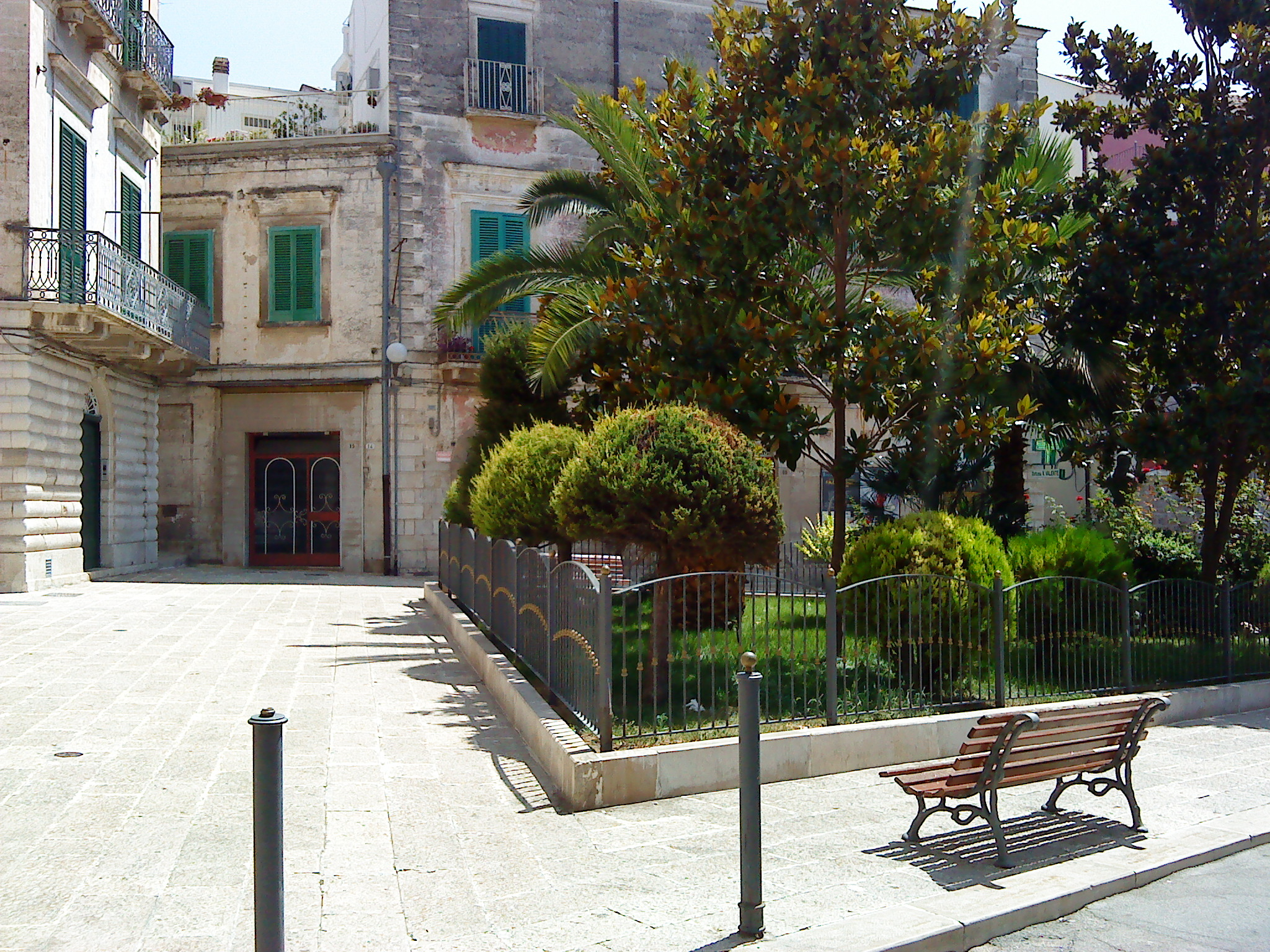
Piazza De Deo (Centro Storico)

La sera del 24 giugno 1945, in seguito all'arresto di diverse persone accusate di furto e di alcuni renitenti alla leva, scoppiò una rivolta che portò Minervino a "dichiarare guerra" all'Italia. La città fu così trasformata in una fortezza: dal Faro al Castello nei punti nevralgici furono piazzate mitragliatrici e sorsero trincee sulle strade di collegamento principali.
Il 29 giugno, in seguito all'intervento del battaglione San Marco, e prima ancora al tentativo di calmare gli animi da parte del senatore Mauro Scoccimarro e dei segretari comunisti di Andria e Bari, oltre all'intervento dei carabinieri provenienti da mezza provincia, la situazione tornò alla normalità. L'unica vittima di questo episodio fu Michele Colia, in ricordo del quale fu eretta una lapide commemorativa nel punto in cui perì.
Durante gli anni del boom economico Minervino Murge intraprese un drastico declino demografico a vantaggio delle metropoli del nord (Torino in testa), e ancor oggi il fenomeno non pare essersi arrestato: nell'arco di settant'anni la popolazione del comune si è più che dimezzata.

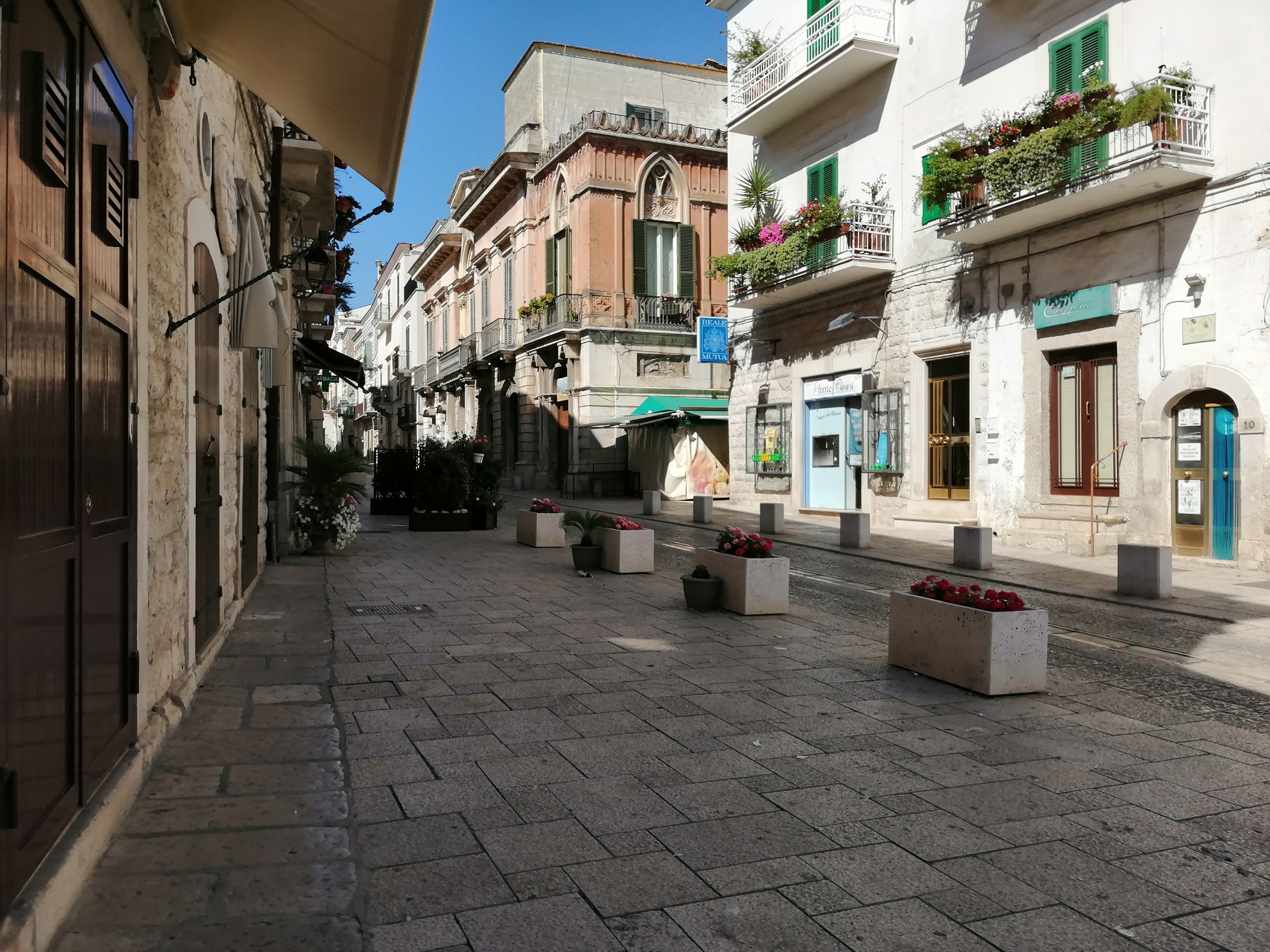
Corso Alcide de Gasperi

## Monumenti e luoghi d'interesse

### Architetture religiose
- Cattedrale di Santa Maria Assunta: di origine medievale, conserva scarsi resti della costruzione primitiva. Fu consacrata nel 1608.
- Grotta di San Michele
- Santuario della Madonna del sabato (XVII secolo)
- Chiesa Maria SS. di Costantinopoli
- Chiesa dell'Immacolata Concezione (1794): presenta una facciata barocca a due ordini con fastigio, compresa fra due campanili, di cui soltanto il destro affine alle linee dell'edificio.
- Chiesa di San Michele
- Chiesa dell'Incoronata
- Chiesa del Carmine
- Chiesa della Madonna della Croce (1628)
- Chiesa del Conservatorio
- Chiesa di San Francesco (Chiesa del Purgatorio) (XIV secolo)

### Architetture civili e militari
- Castello, del XIV secolo, ridotto poi a palazzo, è stato variamente manomesso.
- Torre quattrocentesca. Il Torrione circolare di Minervino si deve a Pirro Del Balzo e in origine posto a ridosso del borgo medievale e in posizione isolata. L'edificio fu realizzato intorno alla metà del XV secolo, ma oggi purtroppo affogato da abitazioni successive realizzate nel XIX secolo. Addossamenti che hanno obliterato irrimediabilmente la facies originaria del monumento. Il Torrione minervinese è stato da ultimo accostato ad altri edifici coevi che presentano impianto ossidionale molto simile e principalmente al Torrione di Bitonto e al Torrione di San Mauro Forte in provincia di Matera[9].
- Orologio Vecchio
- Nel centro storico denominato "Scesciola" vi è la cosiddetta "Casa della strega", dove si suppone che nella seconda metà dell'Ottocento abbia vissuto una famosa veggente riconosciuta con il nome di Eusapia Palladino, cui si rivolgevano anche gli zar di Russia.
- Percorso Lama Matitani. Sentiero che parte dal centro storico e, attraversando la Lama Matitani, conduce alla grotta di San Michele.

#### Il faro votivo

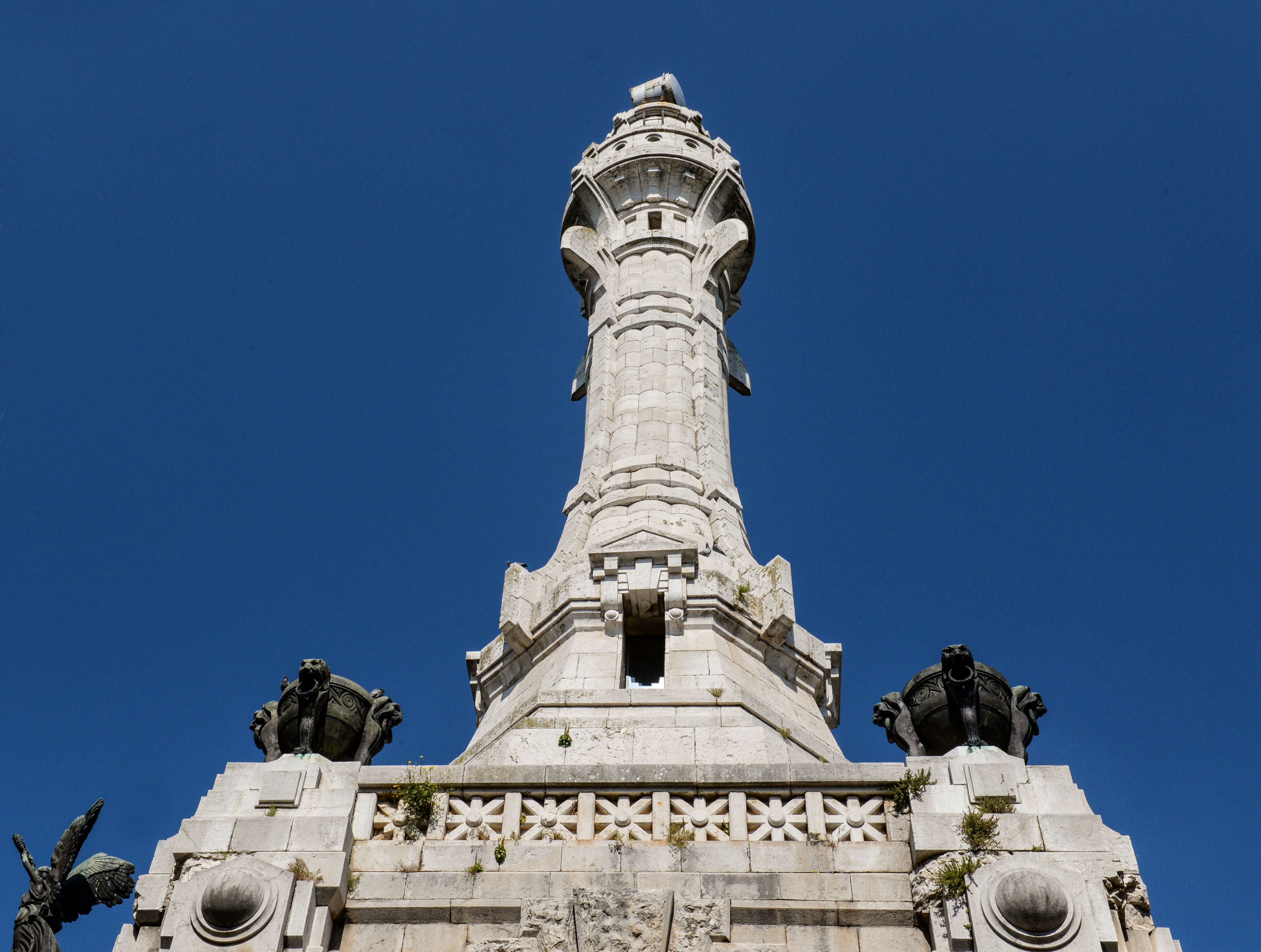
Faro votivo

Il Faro votivo della villa comunale. Costruito in epoca fascista e inaugurato nel 1932, era ideato per commemorare i caduti fascisti. Dopo la seconda guerra mondiale e la capitolazione del regime fascista molti oppositori del regime volevano abbatterlo ma poi si optò per un'altra soluzione, che consisteva nell'eliminazione e nell'abrasione di alcune scritte e simboli fascisti, divenendo quindi il monumento non più commemorativo dei "martiri fascisti di Puglia", bensì dei "martiri di Puglia" (come si può notare nell'iscrizione presente sul frontone). La struttura è alta 32 metri, misura alla base 14 metri ed inizialmente (fino ad alcuni anni fa) era presente una lanterna sulla sommità dell'edificio donata dal Ministero della marina mercantile (poi sostituita con una di minor potenza), che aveva una potenza di 2.000.000 di candele elettriche rendendo perciò visibile il fascio luminoso nel raggio di circa 80 km.

### Aree naturali
- Diga sul Locone
- Bosco di Acquatetta
- Bosco di Montelisciacoli
- Bosco di Lama Cipolla
- Bosco Coste Cirillo

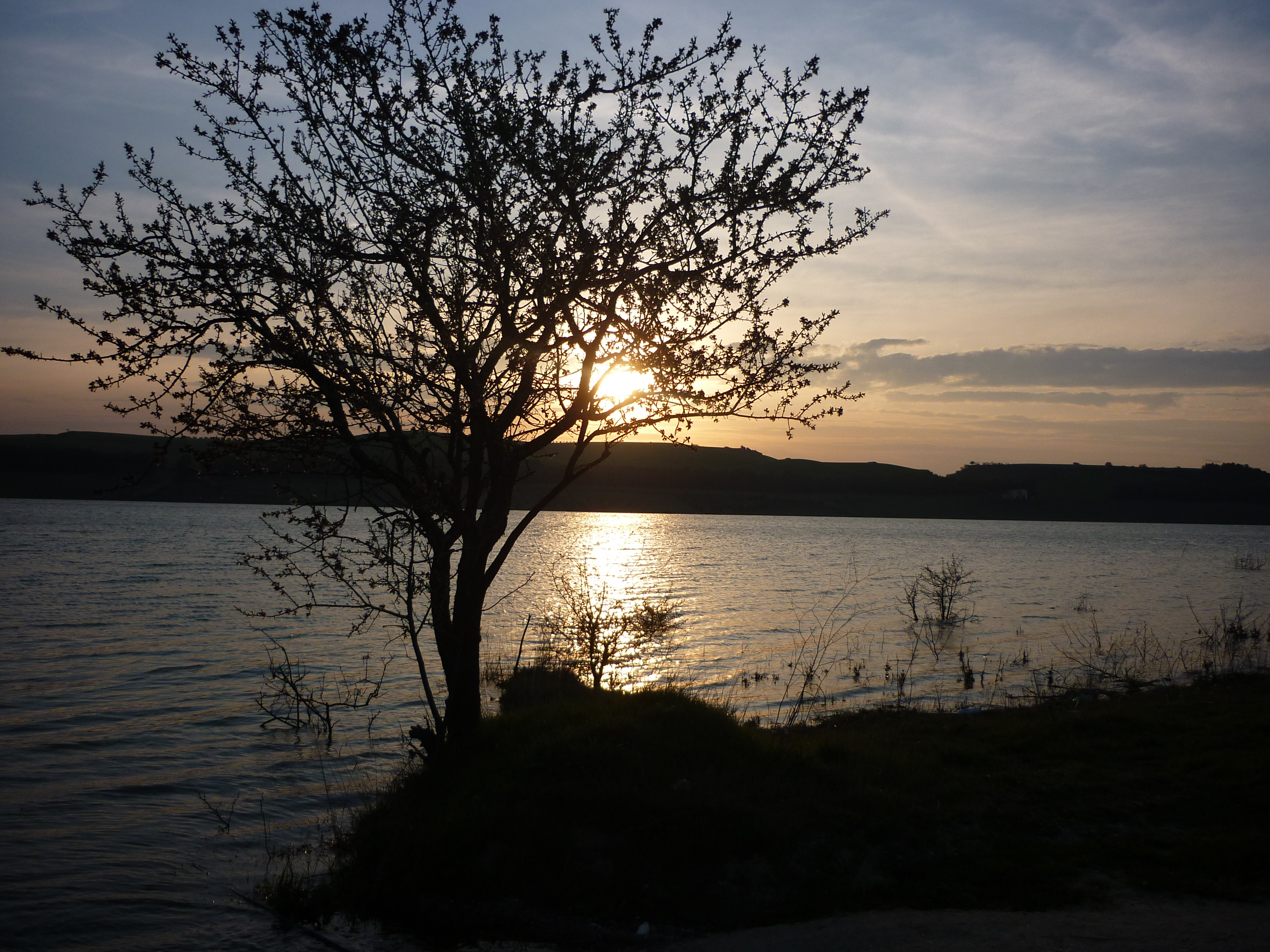
Diga Locone

- Geosito: Grotte Montenero - Dellisanti
- Geosito: Grotta di San Michele
- Geosito: Cava con orme dei dinosauri

### Borgo Antico "Scesciola"
La parola "Scèsciola" deriverebbe dall'arabo antico con il significato di "labirinto". È così denominato per l'intersecarsi di strette stradine e di rampe di scale che gli donano le caratteristiche del labirinto

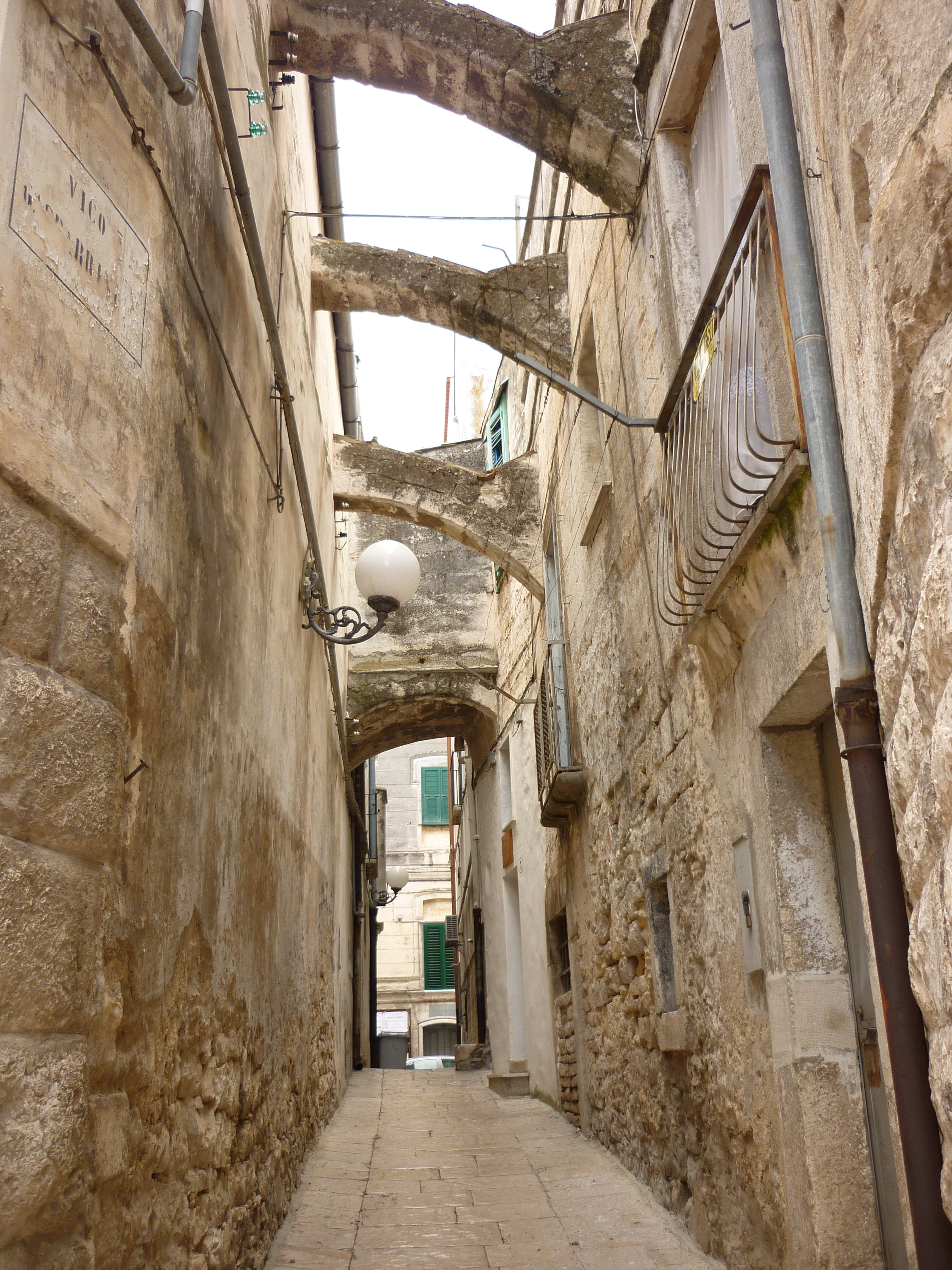
Centro storico
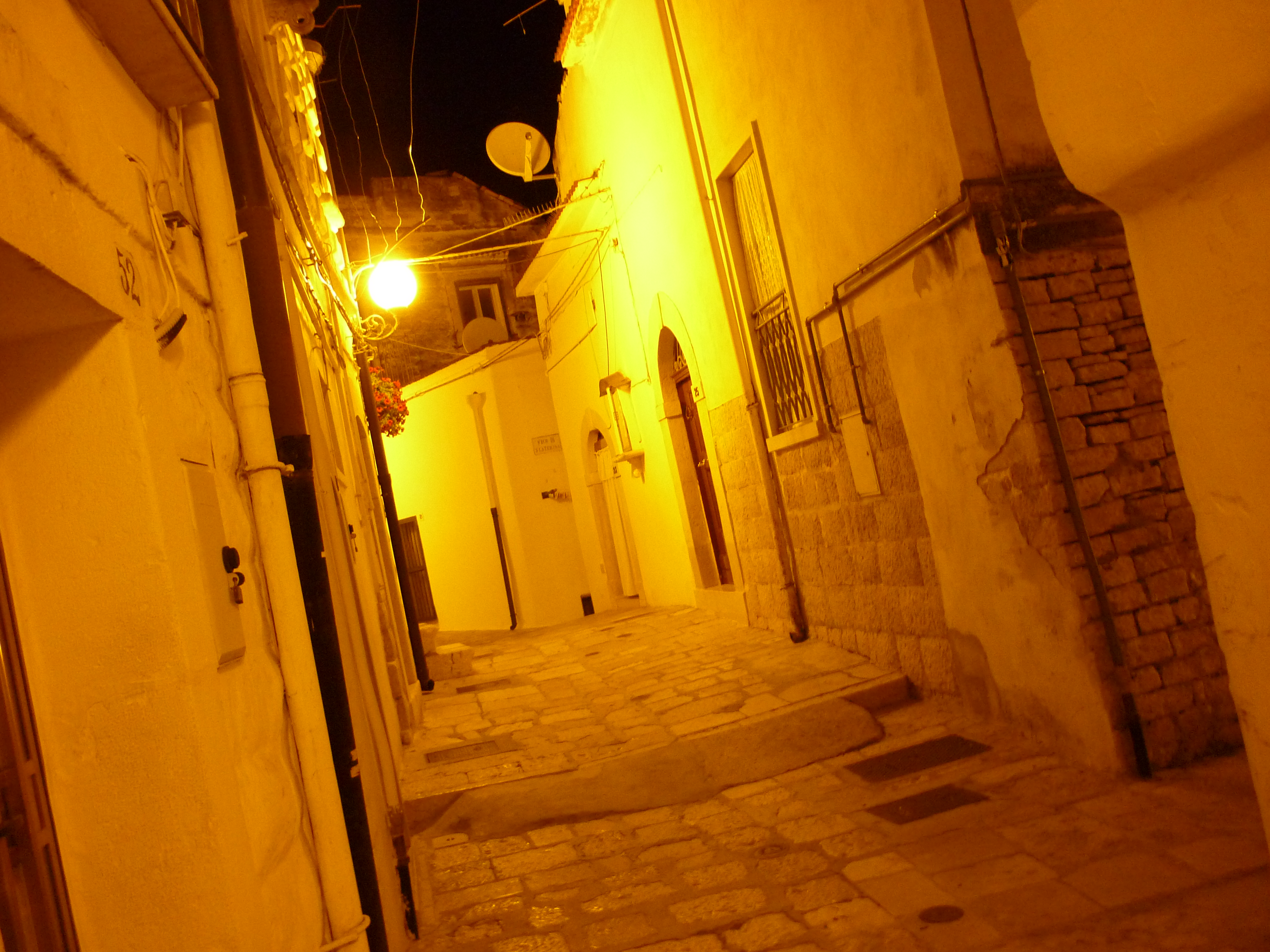
la Scesciola di notte
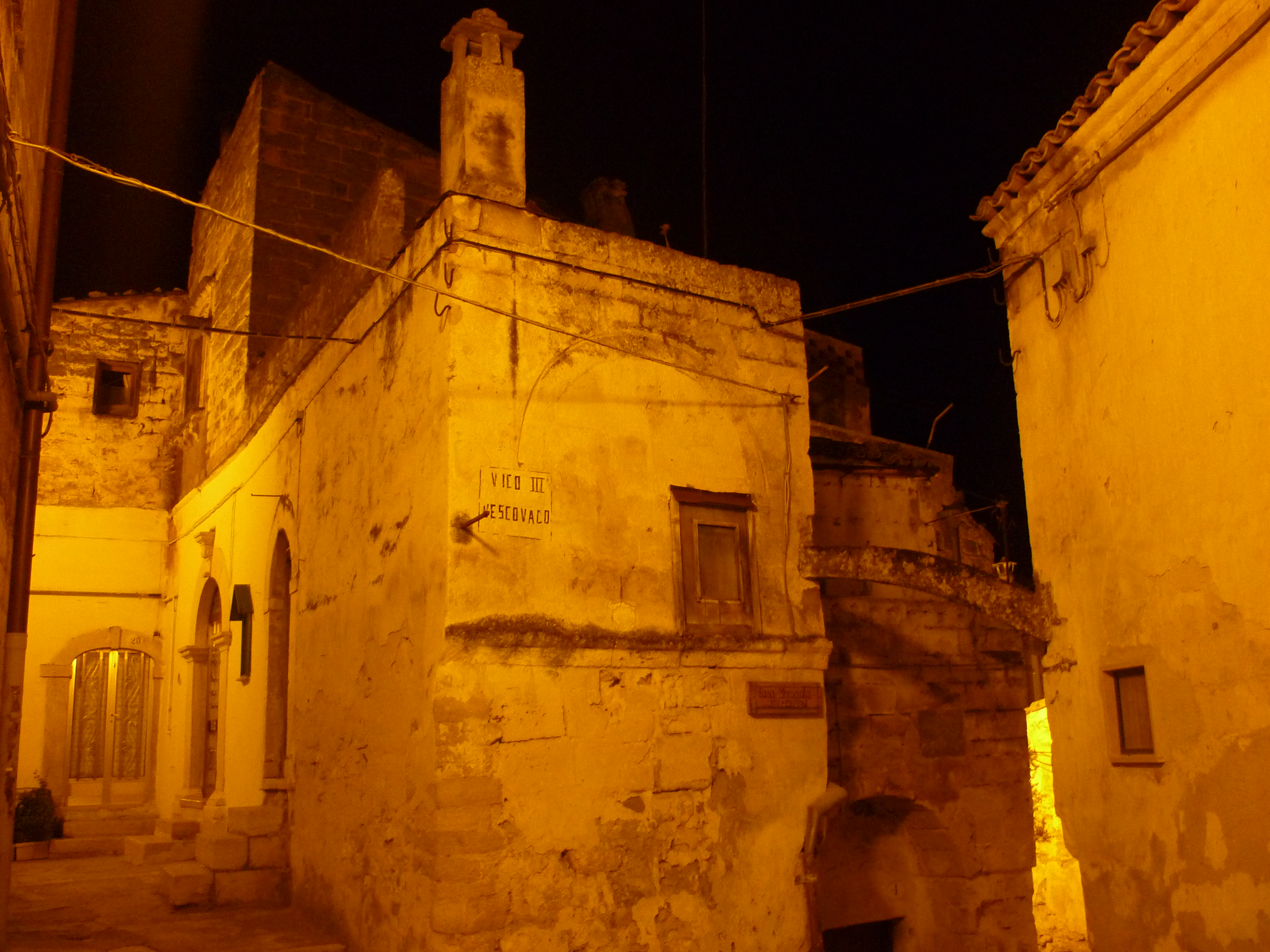
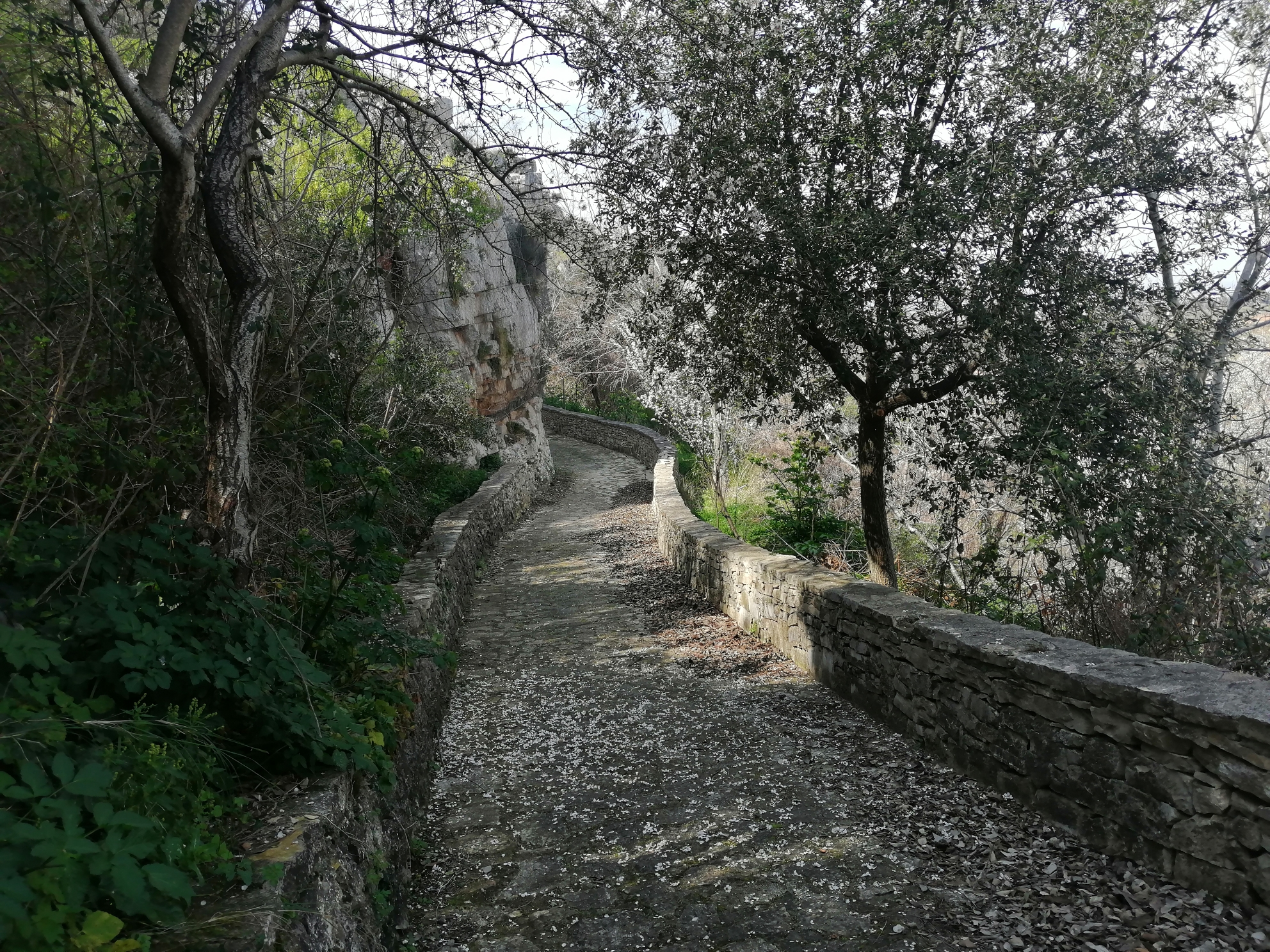
Percorso Lama Matitani

## Società

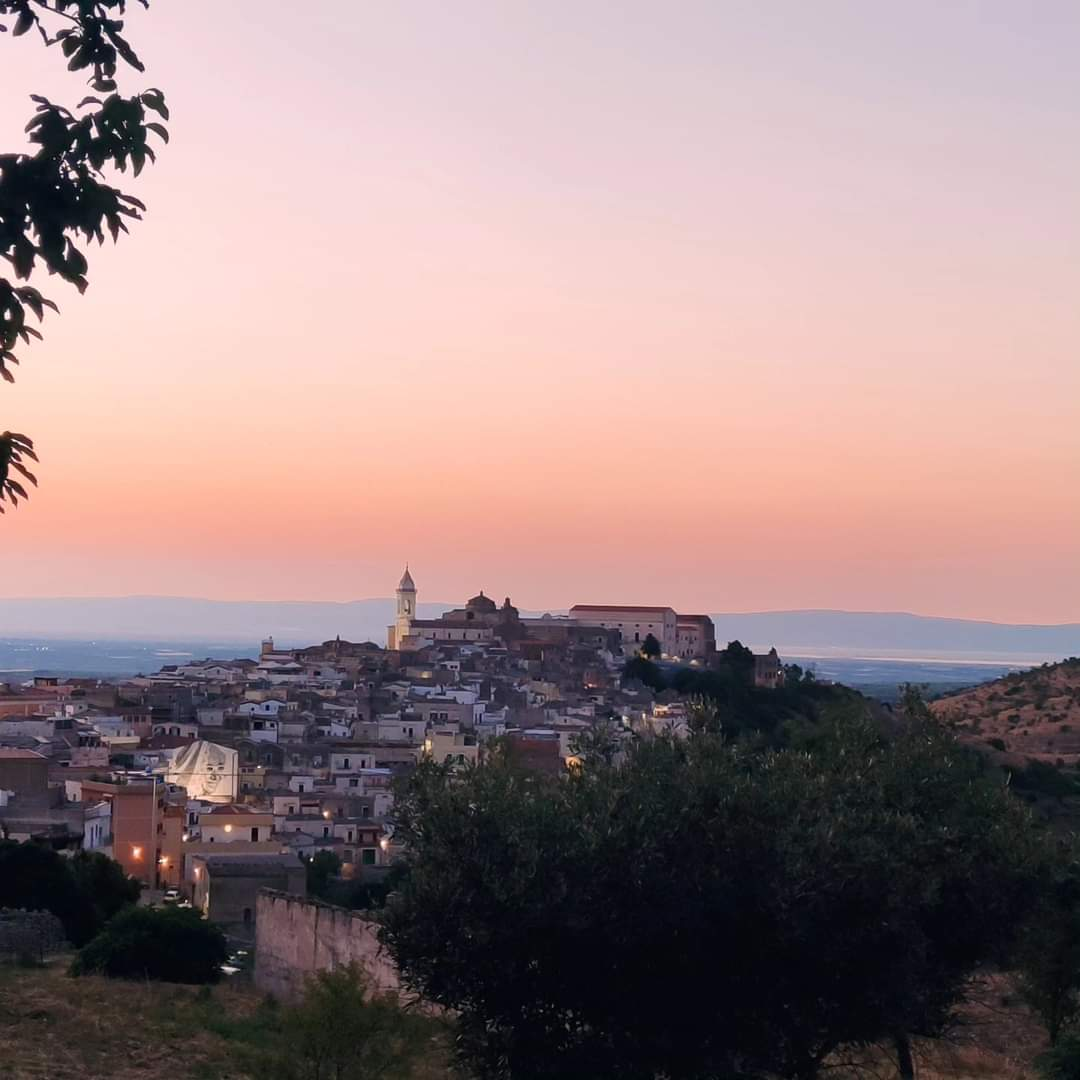
Vista del paese

### Evoluzione demografica
Abitanti censiti

### Etnie e minoranze straniere
Al 31 dicembre 2023 la popolazione straniera era di 125 persone, pari all'1,72% della popolazione.

### Lingue e dialetti
Il dialetto minervinese appartiene al gruppo di dialetti di area nord barese, con i quali condivide gran parte delle strutture grammaticali e del lessico; le specificità che distinguono ciascuna parlata dall'altra sono soprattutto nella pronuncia, e in particolare nel vocalismo. Nel caso del minervinese incontriamo la pronuncia in sillaba aperta e tonica della "a" come [æ] ([ˈpæːnə] "pane"); nella stessa posizione si trovano frequentemente i dittonghi [ai] come in [ˈmaisə] "mese", [ɛi] come in [ˈlɛitə] "lite", [au] come in [ˈnaumə] "nome", [ɛu] come in [aˈjɛutə] "aiuto".
A titolo di esempio, trascriviamo l'inizio di un canto natalizio dialettale:
[ˈfæːtʃə ˈfriddə ɛ nnəvəˈkaiʃə
ˈtɔtta ˈkwanda trəməˈlaiʃə
kə nnu ˈtsinnə də vandəˈsɛinə
akkumˈmɔɡɡjə a ddʒɛˈsu bbamˈbɛinə
la maˈdɔnnə ɛ ssan dʒəˈsɛppə
ˈʃɛvənə akˈkjannə na ɡruttəˈtʃɛddə
ˈdimmə ˈdimmə ˈtʃiːkə ˈjaːjə
sta ˈɡrɔttə alluməˈnæːtə]
Fa freddo e nevica,
trema tutta quanta;
con un angolo di grembiule
copre Gesù Bambino.
La Madonna e San Giuseppe
cercavano una grotticella.
Dimmi, dimmi, che cos'è
questa grotta illuminata?...

## Cultura

### Musei
- Museo Comunale[14]
- Biblioteca Comunale
- Museo della civiltà contadina
- Presepe Monumentale
- Polo culturale "Emozionarti" presso l'ex castello, con la Pinacoteca "Roccotelli", la Biblioteca Comunale "L. Barbera, il Museo Archeologico "D'Aloja"

### Filmografia
Nel 1963 nel paese si svolsero la maggior parte delle  riprese del film di Lina Wertmüller: I basilischi, che fu girato anche nei comuni contermini di Spinazzola, Palazzo San Gervasio e Andria.
Nel marzo del 2015 a Minervino si sono svolte delle riprese per il documentario Dietro gli occhiali bianchi sulla vita della regista Lina Wertmüller.
Nel 2017, Minervino Murge fu teatro della sceneggiatura della pellicola Due piccoli italiani a cura di Paolo Sassanelli.
Nel 2019, alcune scene del film Tolo Tolo di Checco Zalone sono state girate in diverse città pugliesi tra cui Minervino Murge
A ottobre 2023 sono state girate le scene del film Yunan in diverse nazioni, tra cui l'Italia nelle località pugliesi di Poggiorsini, Gravina, Spinazzola e Minervino.
Ad aprile 2023 sono state girate alcune le scene di una fiction della Rai dal titolo Gerri in diversi luoghi nella provincia di Barletta-Andria-Trani tra cui Minervino Murge. Le riprese si sono svolte principalmente nel quartiere storico La-Scescl (la Scesciola) e nella 
 Grotta di San Michele Arcangelo.

### Cucina
- cime di rape
- spezzatino di cardoncelli (verdura tipica della murgia minervinese)ce agnello con uova e formaggio
- fave e cicorielle selvatiche
- orecchiette al sugo
- strascinati con cime di rapa e peperoncino crusco;
- strascinati con cime di zucca (verdura) pomodorino e ricotta marzotica:
- cavatelli ceci e fagioli
- agnello con patate e lampascioni al forno
- agnello arrosto
- salsiccia di maiale a punta di coltello
- frittata di asparagi selvatici
- lampascioni in purgatorio, a frittelle, sotto la cenere
- fungo cardoncello (Pleurotus eryngii)
- caciocavallo
- formaggio pecorino
- ricotta di pecora
- ricotta marzotica
- ricotta forte
- scamorze
- trecce (latticinio)
- PRODOTTI DA FORNO
- pane casereccio di grano duro
- scaldatelli al seme di finocchio
- focaccia di farina integrale con pomodorino
- calzone con sponsali e ricotta forte
- calzone con acciughe
- panzerotti ripieni co pomodoro e mozzarella e/o ricotta forte;
- VINI
- Nero di Troia
- Moscato Bianco
- Bombino Nero
- Malvasia
- Aglianico
- DOLCI TIPICI
- Marzapane
- Occhi di Santa Lucia
- Susumidd
- Panetto di Minervino[22]
- Calzoncello
- Taralli incileppati
- Scarcella
- Cartellate al miele e al vin cotto

## Amministrazione
Di seguito è presentata una tabella relativa alle amministrazioni che si sono succedute in questo comune.
| Periodo           | Periodo          | Primo cittadino       | Partito                                                        | Carica      | Note   |
| ----------------- | ---------------- | --------------------- | -------------------------------------------------------------- | ----------- | ------ |
| 14 aprile 1989    | 6 giugno 1990    | Vincenzo Altizio      | Partito Socialista Italiano                                    | Sindaco     | [ 23 ] |
| 6 giugno 1990     | 4 settembre 1992 | Michele Della Croce   | Partito Comunista Italiano, Partito Democratico della Sinistra | Sindaco     | [ 23 ] |
| 14 settembre 1992 | 19 marzo 1993    | Franco Limongelli     | Democrazia Cristiana                                           | Sindaco     | [ 23 ] |
| 23 novembre 1993  | 17 novembre 1997 | Ettore Grisorio       | -                                                              | Sindaco     | [ 23 ] |
| 18 novembre 1997  | 28 maggio 2002   | Michele Della Croce   | L'Ulivo                                                        | Sindaco     | [ 23 ] |
| 28 maggio 2002    | 29 maggio 2007   | Michele Della Croce   | L'Ulivo                                                        | Sindaco     | [ 23 ] |
| 29 maggio 2007    | 28 dicembre 2010 | Luigi Roccotelli      | L'Ulivo                                                        | Sindaco     | [ 23 ] |
| 28 dicembre 2010  | 17 maggio 2011   | Nicola Covella        |                                                                | Comm. pref. | [ 23 ] |
| 17 maggio 2011    | 6 giugno 2016    | Mario Gennaro Superbo | lista civica: L'Ulivo                                          | Sindaco     | [ 23 ] |
| 6 giugno 2016     | 5 ottobre 2021   | Maria Laura Mancini   | lista civica: SìAmo Minervino                                  | Sindaco     | [ 23 ] |
| 5 ottobre 2021    | in carica        | Maria Laura Mancini   | lista civica: SìAmo Minervino                                  | Sindaco     | [ 23 ] |

### Gemellaggi
- Sagliano Micca, dal 2009
- Vastogirardi, dal 2009

## Economia
Rilevante centro agricolo e pastorale Minervino Murge ha particolare propensione per la produzione di ortaggi, cereali, leguminose, olive da olio, uva e mandorle.
Il comune fa parte dell'Associazione Nazionale Città dell'Olio e delle Strade dell'Olio di Castel del Monte.
Il Territorio di Minervino Murge ospita un grande parco eolico composto da circa 60 aerogeneratori che sviluppano una potenza complessiva di circa 120 MW. oltre che alcuni impianti fotovoltaici di cui uno più imponente, del tipo ad inseguitore solare a girasole sito alla località "Lamalunga - Cinque Camere".
Nel territorio di Minervino Murge sono presenti oltre 50 cave di marmo dalle quali sin dalla metà degli anni '60 e fino a qualche anno fa quando erano ancora in attività, si sono estratti il K F, il MS, il Serpeggiante ed il Biancone, marmi tra i più nobili della famiglia della "Pietra di Trani".

## Infrastrutture e trasporti
Minervino è servita dalla ferrovia Barletta-Spinazzola, a binario unico e non elettrificata, tratta che si sta cercando di valorizzare in ottica turistico-culturale anche in considerazione della vicinanza del Parco nazionale dell'Alta Murgia, geoparco  tutelato dall'Unesco.
.
Il 6 novembre 2009 veniva aperta al traffico, anche se monca del tratto di alcuni km che avrebbe dovuto costeggiare Minervino, la Strada Regionale 6 (SR6), un'importante arteria a due corsie per senso di marcia, che avrebbe dovuto velocizzare i collegamenti tra le aree interne della Murgia Occidentale ed il casello dell'autostrada A14, di Canosa di Puglia, ma che ancora a tutt'oggi è incompiuta.

## Sport

### Squadre
- Basket - ASD Minervino Rocks-Hill
- Basket - Pol. Minervino 1988
- Calcio - ASD Top Player Minervino

### Impianti sportivi
- Palazzetto dello Sport - Viale Giuseppe di Vittorio
- Stadio Comunale - Via Stazione
- Calcetto Matone